# Colepiocephale
Colepiocephale ("kloubová hlava") byl rod malého ptakopánvého pachycefalosauridního dinosaura, žijícího na území Kanady (geologické souvrství Foremost, provincie Alberta) v období pozdní svrchní křídy (geologický stupeň kampán, asi před 80 až 77 miliony let).

## Historie
Typový druh C. lambei byl popsán americkým paleontologem Robertem M. Sullivanem v roce 2003. Původně však byl znám jako Stegoceras lambei, jak jej roku 1945 popsal paleontolog Charles Mortram Sternberg.

## Popis
Stejně jako ostatní pachycefalosauři byl i tento rod menším býložravcem, pohybujícím se po dvou a spásajícím nízko rostoucí vegetaci. Jeho hlavu zdobila charakteristická lebeční "přilba", kterou možná používal při obraně nebo soubojích ve stádě. Při délce kolem 1,5 až 1,8 metru dosahoval tento druh hmotnosti zhruba 10 kilogramů.